# Rainier II av Monaco
Rainier II av Monaco, född 1350, död 1407, var en monark (herre) av Monaco från 1352 till 1357.